# 雲先·普利奇
雲先·普利奇（1945年9月8日—）是波斯尼亞和黑塞哥維那籍天主教司鐸級樞機及薩拉熱窩總教區總主教。

## 生平
普利奇於1945年9月8日在南斯拉夫Priječani出生。他的母親在他3歲的時候去世，然後他的父親再婚。在一個修士的幫助下，父親送他到薩格勒布的小修道院。然後他在賈科沃的總神學院，學習哲學和神學。
他於1970年6月29日在南斯拉夫巴尼亞盧卡教區晉鐸，並在八年內於巴尼亞盧卡教區任牧靈工作。1978年，他被任命為扎達爾的小修道院屬靈主任。後來於1990年，他被轉移到薩拉熱窩為總修院副校長。
1991年1月6日晉牧，並被時任教宗若望·保祿二世任命為薩拉熱窩總教區總主教。1994年11月26日被任為司鐸級樞機，領羅馬聖嘉勒堂區司鐸銜。1995年至2002年及2005年至2010年，任為波斯尼亞和黑塞哥維那主教團主席。
2001年10月18日，他獲得為馬爾他騎士團榮譽大十字勳章。2012年9月18日，教宗本篤十六世任命他為世界主教會議的第13屆常務委員會主教。他曾參與2005年和2013年教宗選舉秘密會議，當時分別選出的是教宗本篤十六世和教宗方濟各。